# O (латиница)
O, o — 15-я буква базового латинского алфавита, в большинстве языков называется «о» и означает звук [o].
В некоторых языках обозначает звук [u], например, в шведском или малагасийском. Подобное обозначение буквой О звука [u] встречается вне латиницы в коптском алфавите. Оно может быть этимологически связано с французским диграфом ou, греческим ου или (как в скандинавских языках) отражать произошедший в языке фонетический переход [o] в [u].

## Использование
- В химии O — символ кислорода.
- В математике O(f) и o(f) (читается «„о“ большое от эф» и «„о“ малое от эф») — обозначения для множеств функций и элементов этих множеств, которые (при стремлении аргумента функции f к заданному значению) ограничены величиной const|f| или бесконечно малы по сравнению с f, соответственно.

| Название по-русски: о. Код НАТО: Oscar (/ˈɔskɑ/, [оскар]). Азбука Морзе: −−− |                   |                                     |        |
| \| ● \| ○ \| \| ○ \| ● \| \| ● \| ○ \| Шрифт Брайля                          | Семафорная азбука | Флаги международного свода сигналов | Амслен |
| ●                                                                            | ○                 |                                     |        |
| ○                                                                            | ●                 |                                     |        |
| ●                                                                            | ○                 |                                     |        |

## Военный символ
Буква O стала милитаристским символом в 2022 году после того, как Россия вторглась на территорию Украины. Вооружённые силы РФ обозначали свою военную технику буквами «Z», «V», «O». При этом их значение оставалось неизвестным — даже исследователь Bellingcat Арик Толер, следивший за российско-украинской войной с 2014 года, заявил, что никогда прежде не встречал эту символику. По этой причине отдельные эксперты предположили, что выбор знаков был ситуативным и больше связан с простотой рисунка. Спустя несколько дней после начала вторжения латинские буквы «Z» и «V» начали воспринимать как официальную символику вооружённых сил РФ. Однако, согласно официальной позиции Министерства обороны России, получившей огласку в мае 2022 года, символы «не являются официальными воинскими символами (обозначениями) и не несут специальной нагрузки». Символы стали активно использоваться в пропаганде. 
Публичное изображение знака с целью поддержки действий российской армии запрещено в Молдове, Литве, Латвии, а также же на территории Украины.